# Hugo Rodallega
Hugo Rodallega, né le 25 juillet 1985 à Candelaria, est un footballeur international colombien évoluant au poste d'attaquant à l'Independiente Santa Fe.
Il détient le record de buts marqués dans le Championnat d'Amérique du Sud des moins de 20 ans en une seule édition, 11 buts, en 2005 (en) avec la Colombie. Ce record était autrefois détenu par Luciano Galletti, auteur de 9 buts pour l'Argentine en 1999 (en).

## Biographie
En fin de contrat à Wigan Athletic, il signe le 12 juillet 2012 un contrat de trois avec le Fulham FC.
En juillet 2019, Rodallega signe au Denizlispor. Il fait ses débuts le 16 août 2019 contre le Galatasaray SK, tenant du titre, et inscrit un but durant une victoire surprise 2-0 en ouverture du championnat.

## Statistiques

### Buts internationaux
| 0   | Date            | Lieu                                             | Compétition                       | Résultat | Adversaire | Détail | Détail            | Détail | Sél. |
| --- | --------------- | ------------------------------------------------ | --------------------------------- | -------- | ---------- | ------ | ----------------- | ------ | ---- |
| 1er | 4 juin 2006     | Camp Nou, Barcelone, Espagne                     | Match amical                      | V 2-0    | Maroc      | 42e    | s.p du pied droit | 1-0    | 6e   |
| 2e  | 7 février 2007  | Stade General Santander, Cúcuta, Colombie        | Match amical                      | P 1-3    | Uruguay    | 81e    | du pied droit     | 1-3    | 7e   |
| 3e  | 9 mai 2007      | Stade Rommel-Fernández, Panama City, Panama      | Match amical                      | V 0-4    | Panama     | 63e    | du pied droit     | 0-3    | 10e  |
| 4e  | 23 juin 2007    | Stade Metropolitano, Barranquilla, Colombie      | Match amical                      | V 3-1    | Équateur   | 17e    | du pubis          | 1-1    | 13e  |
| 5e  | 30 avril 2008   | Stade Alfonso-López, Bucaramanga, Colombie       | Match amical                      | V 5-2    | Venezuela  | 2e     | du pied gauche    | 1-0    | 19e  |
| 6e  | 30 avril 2008   | Stade Alfonso-López, Bucaramanga, Colombie       | Match amical                      | V 5-2    | Venezuela  | 75e    | c.f du pied droit | 4-2    | 19e  |
| 7e  | 14 juin 2008    | Estadio Nacional, Lima, Pérou                    | Éliminatoires Coupe du monde 2010 | N 1-1    | Pérou      | 8e     | du pied gauche    | 0-1    | 20e  |
| 8e  | 14 octobre 2009 | Estadio Defensores del Chaco, Asuncion, Paraguay | Éliminatoires Coupe du monde 2010 | V 0-2    | Paraguay   | 80e    | du pied droit     | 0-2    | 31e  |

## Palmarès

### En club
| Deportivo Cali - Tournoi de clôture du championnat de Colombie - Vainqueur en 2005 |

### En sélection
| Colombie -20 ans - Championnat d'Amérique du Sud des moins de 20 ans - Vainqueur en 2005 (en) |

### Distinctions personnelles
- Meilleur buteur du championnat d'Amérique du Sud des moins de 20 ans en 2005 (en) (11 buts).
- Meilleur buteur du tournoi de clôture du championnat de Colombie en 2005 (12 buts).
- Meilleur buteur de la Coupe de Turquie en 2018 (8 buts).